# Strawberry Fields Forever
«Strawberry Fields Forever» (с англ. — «Земляничные поляны навсегда») — песня английской рок-группы The Beatles, написанная Джоном Ленноном (приписывается творческому тандему Леннона и Пола Маккартни). Она была выпущена 13 февраля 1967 года в виде двойного «А»-сингла, вместе с композицией «Penny Lane» на обратной стороне. «Strawberry Fields Forever» кардинально отличалась от предыдущих синглов группы, став для консервативной поп-аудитории того времени примером новаторского саунд-дизайна. Хотя песня была оценена не сразу и разделила музыкальных критиков и фанатов квартета на два лагеря, она оказала большое влияние на зарождающийся жанр психоделической музыки. Снятый для неё рекламный фильм также считается новаторской работой в области видеоклипов.
Леннон сочинил «Strawberry Fields Forever» на основе своих детских воспоминаний о том, как он играл в саду «Земляничной поляны», детского приюта Армии спасения в Ливерпуле. Группа провела в студии около пяти недель, записав за 45 часов три версии песни. В финальном варианте были объединены две из них — совершенно разные по темпу, настроению и тональности. В мелодии задействовали инструменты, записанные задом-наперёд, флейту (сыгранную на меллотроне), индийский свармандал, а также аранжировки для виолончели и духовых инструментов (продюсера Джорджа Мартина) и плавно затихающую коду, переходящую в ещё одну. Для создания рекламного фильма группа использовала экспериментальные методы, такие как джамп-каты, мультиэкспозиция и обратная киносъёмка.
Эта песня стала первым треком The Beatles, записанным после завершения работы над Revolver, и предназначалась для включения в их будущую (ещё не имевшую названия) пластинку Sgt. Pepper’s Lonely Hearts Club Band. Вместо этого, под давлением звукозаписывающей компании и менеджмента, музыканты были вынуждены выпустить новый материал в виде сингла, после чего последовали сложившейся практике не включать уже выпущенные песни в новые альбомы. Сингл достиг 2-й строчки в чарте Record Retailer, прервав четырёхлетнюю серию песен The Beatles, возглавлявших британский хит-парад. В США композиция отметилась на 8-м месте чарта Billboard Hot 100. Впоследствии она была включена в американскую версию альбома Magical Mystery Tour, что вызвало раздражение у музыкантов.
Леннон считал «Strawberry Fields Forever» своей лучшей работой в составе The Beatles. После убийства музыканта в честь этой песни был назван участок Центрального парка в Нью-Йорке. В 1996 году забракованная первая версия песни была выпущена на компиляции Anthology 2, а в 2006 году была создана обновлённая версия композиции специально для сборника ремиксов Love. Среди артистов записавших кавер-версии «Strawberry Fields Forever» фигурируют Ричи Хейвенс, Тодд Рандгрен, Питер Гэбриел, Бен Харпер, а также Los Fabulosos Cadillacs с Дебби Харри. В 1990 году версия группы Candy Flip попала в Top-10 хит-парадов Великобритании и Ирландии. В 2021 году песня заняла 7-е место в обновлённом рейтинге журнала Rolling Stone «500 величайших песен всех времён».

## Предыстория
«Земляничной поляной» назывался детский приют Армии спасения, расположенного неподалёку от дома Джона Леннона в Вултоне, пригороде Ливерпуля. Джон и его друзья Пит Шоттон, Найджел Уолли и Айвен Вон часто играли в заросшим деревьями саду, расположенном за зданием. Леннон очень любил посещать праздники, на которых выступал духовой оркестр Армии спасения. Они проводились каждое лето в парке Колдерстоунс, недалеко от приюта. Тётя Леннона, Мими Смит, вспоминала: «В этом месте было что-то такое, что всегда завораживало Джона. [Привлекая] своим видом из наших окон… Когда Джон слышал как оркестр Армии спасения [играет на празднике в парке], он тянул меня за собой, приговаривая: „Поторопись, Мими, мы опаздываем“».

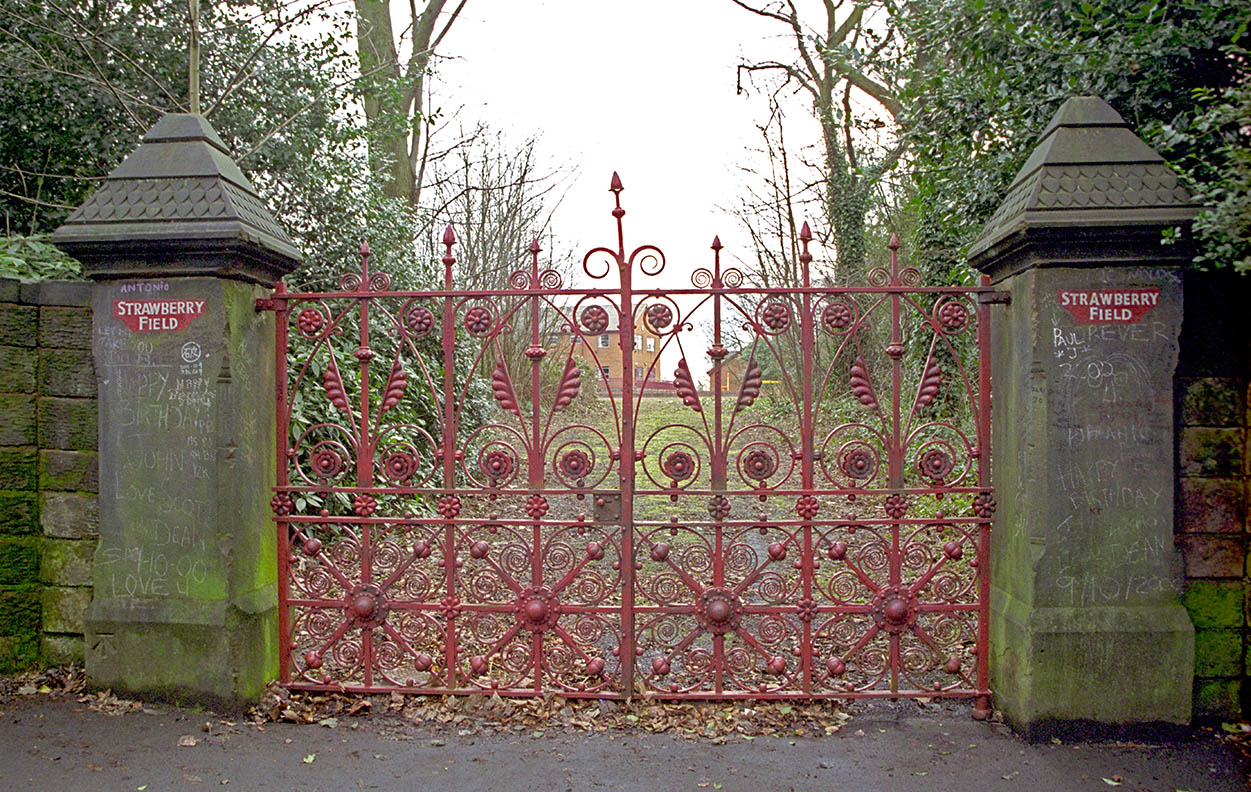
Ворота приюта «Земляничная поляна», недалеко от дома Леннона в Вултоне

Леннон начал сочинять «Strawberry Fields Forever» в сентябре-октябре 1966 года, находясь на съёмках фильма «Как я выиграл войну» в Альмерии. На тот момент The Beatles решили прекратить концертную деятельность после одного из самых сложных периодов в их карьере, чьим апофеозом стал скандал с фразой «Более популярны, чем Иисус» и инцидент в Филиппинах, где местные жители угрожали группе расправой после неявки на званный ужин к первой леди страны Имельде Маркос. Работа над фильмом обособленно от его коллег по группе вызвала у Леннона чувство беззащитности. По словам его жены Синтии, состояние музыканта усугубили известия о смерти певицы Альмы Коган в возрасте 34 лет. Он был очень привязан к этой женщине и «считал её способной заменить ему тетю Мими». В первых версиях, которые Леннон записал на пленку, в сентябре, не было упоминаний о «Земляничной поляне». По мнению биографа Стива Тёрнера, на этом этапе Леннон, скорее всего, черпал вдохновение из автобиографического романа Никоса Казандзакиса «Доложи Греко», который он читал в Альмерии и в котором «рассказывается о писателе, ищущем духовный смысл».
«Strawberry Fields Forever» посвящена ностальгии по детству в Ливерпуле (аналогично композиции «Penny Lane», которую Пол Маккартни написал в конце 1966 года в ответ на новую песню своего друга). Хотя обе песни вдохновлены реально существующими местами (Пенни-Лейн была автобусной станцией, расположенной на одноимённой улице, где Полу приходилось пересаживаться, чтобы добраться до дома Джона), Маккартни подчеркнул, что в них также присутствует сильный сюрреалистический и психоделический подтекст. Джордж Мартин, продюсер The Beatles, вспоминал, что, впервые услышав «Strawberry Fields Forever» поймал себя на мысли, что её поэтические образы были похожи на «туманный, импрессионистический сон», «Это было волшебно. Совершенно чудесно».
Как и в случае с его композициями на пластинке Revolver — «Tomorrow Never Knows» и «She Said She Said» — лирика «Strawberry Fields Forever» была основана на экспериментах Леннона с галлюциногенным наркотиками (ЛСД), под действием которых он начал сомневаться в собственной идентичности и попытался подавить своё эго. Стив Тёрнер выражал мнение, что вступительная строчка песни — «Let me take you down» — определяет Джона как некого «духовного лидера», соответствуя его изречениям в композициях «The Word», «Rain» и «Tomorrow Never Knows», в то время как утверждение музыканта о том, что на «Земляничной поляне» «Нет ничего реального» отражает концепцию майи (или «иллюзии»), изложенную в индуистских учениях, чтением которых Леннон занимался во время съёмок фильма Ричарда Лестера. Сам автор утверждал — композиция о том, что он чувствовал себя «другим всю свою жизнь»; он назвал её «психоанализом, положенным на музыку» и одной из своих самых честных произведений. По мнению Маккартни, текст песни отражает восхищение Леннона творчеством писателя Льюиса Кэрролла, особенно его стихотворением «Бармаглот».
«Во второй строке есть такие слова: „No one I think is in my tree, I mean it must be high or low“, этим я хотел сказать, что никого нет круче меня, а значит, я или сумасшедший, или гений. Уже в пятилетней возрасте я был таким. Мне казалось, что со мной что-то не так. Я видел вещи, которые никто не замечал. Кто я — гений или сумасшедший? — думал я. Похоже, я ни то, ни другое».
Первый вариант песни был записан музыкантом в Альмерии в блюзовом стиле. Уже будучи в Англии, он дорабатывал её мелодию и текст на протяжении всего ноября. Версия, записанная в поместье Леннона в Уэйбридже, демонстрирует существенный творческий прогресс и содержит партии, сыгранные на меллотроне, инновационном клавишном инструменте, которым Джон обзавёлся в августе 1965 года. В первом варианте песни не было припева, он содержал лишь один куплет, начинающийся словами: «No one I think is in my tree, I mean it must be high or low» (первоначально звучала как «No one is on my wavelenght»). Леннон переработал эти слова, сделав их более абстрактными, затем написал мелодию и часть текста к припеву (который, на тот момент, служил лишь бриджем и ещё не включал отсылки к «Земляничной поляне»). Вернувшись в Англию, в начале ноября, он добавил ещё один куплет и упоминание о «Земляничной поляне» (первоначально, без «Forever»). Первый куплет финальной версии песни был написан последним, ближе к началу записи в студии. Сочиняя припев Леннон вновь обратился к воспоминаниям из детства: слова «nothing to get hung about» (первоначально звучала как «nothing to get mad about») были отсылкой к строгому наставлению тёти Мими не играть на территории «Земляничной поляны», на что Леннон парировал ей в ответ: «Они же не могут повесить меня за это». Первый куплет, сочинённый музыкантом для песни, в итоге стал вторым, а второй — последним, из-за чего может сложиться впечатление, что вступление имеет ничего общего с остальной песней. Сочиняя песню Леннон специально использовал «нерешительный» стиль: «er», «that is», «I think», «I mean», чтобы подчеркнуть невозможность выразить свои мысли понятным другим словами.

## Музыкальное содержание
«Strawberry Fields Forever» была сочинена Ленноном на акустической гитаре в тональности До мажор. Однако, финальная версия песни звучала ближе к Си мажору из-за манипуляций со скоростью записи. Музыковед Уолтер Эверетт описывал тональность композиции как «нечто среднее» между Ля и Си-бемоль на первой минуте, а затем «ближе к Си-бемоль», в то время как Доминик Педлер отмечал, что некоторые эксперты считают её более похожей на Ля мажор.
Песня начинается вступлением — похожим на звуки флейты, но сыгранном на меллотроне — включающим в себя последовательность I-ii-I-♭VII-IV (в нотации римскими цифрами). Вокал вступает c припева вместо куплета. По словам Педлера, в нём есть «недиатонические аккорды и побочные доминанты», сочетающиеся с «хроматическим мелодическим напряжением, усиливающимся за счет неистовой гармонизации и основного тона». Фраза «to Strawberry» начинается со слегка диссонирующей ноты Соль на фоне преобладающей Фа минорной тональности, затем использует полутоновые диссонансные ноты Си-бемоль и Си (естественная и заостренная 11-я степень по отношению к аккорду Фа минор) до тех пор, пока на слове «Fields» не будет достигнута созвучная нота Фа. Та же серия в основном диссонирующих мелодических нот охватывает фразу «nothing is real» на фоне преобладающего аккорда G7 (F♯7 в тональности Ля).
Полутактовый размер песни (2
2 ) усложняет метр припевов, как и тот факт, что вокал начинается в середине первого такта. Первый куплет следует за припевом и длится восемь тактов. Куплет начинается с аккорда Фа мажор, который переходит в Соль минор, субмедианту, служащую обманчивой каденцией. По словам музыковеда Алана Поллака, обманчивая каденция встречается в куплете, поскольку лидирующий тон никогда не переходит в первый аккорд напрямую, как того следовало бы ожидать. Вместо этого вводный тон, гармонизированный как часть доминантного аккорда, разрешается в преобладающую тонику (Си-бемоль) в конце куплета, после тонизирования субдоминантного (IV) аккорда Ми-бемоль, создавая мелодическое «противоречие». В финальной версии песни второй и третий куплеты открываются нисходящей мелодией в стиле рага, исполняемой на индийской коробчатой цитре, известной как свармандал.
В середине второго припева звучат духовые с целью подчеркнуть зловещий оттенок текста. После трёх куплетов и четырёх припевов фраза «Strawberry Fields Forever» повторяется трижды, и песня постепенно начинает затихать под звуки электрогитары, виолончеля и свармандала. Через несколько секунд она начинает звучать снова, образуя «произвольную коду». Во время этого, заключительного отрезка, выдержанном в авангардном стиле, звучат повторяющиеся ноты меллотрона — характерный тревожный звук был достигнут за счёт воспроизведения эффекта «Swinging Flutes» задом-наперёд — бой ударных невпопад, диссонирующие звуки духовых инструментов и бормотание, после чего песня стихает окончательно.

## Запись
The Beatles приступили к записи песни 24 ноября 1966 года. Это была первая студийная сессия группы после завершения работы над альбомом Revolver в июне. Она ознаменовала начало работы над пластинкой, которая станет известна как Sgt. Pepper’s Lonely Hearts Club Band, выпущенной годом позже. Кроме того, на сессии The Beatles впервые собрались в полном составе с момента окончания их турне по США, ставшим финальным для ансамбля. Запись проходила во втором помещении студии EMI Studios (ныне студия «Эбби-Роуд»), с использованием четырёхдорожечного магнитофона.
В октябре менеджер The Beatles Брайан Эпстайн сообщил EMI, что группа не будет готовить новый материал к сезону рождественских праздников. 10 ноября в газетах напечатали, что The Beatles больше не планирует проводить концертные туры. Преобладание личных проектов музыкантов (широко освещаемых в СМИ с сентября) над коллективной активностью группы было истолковано прессой как признак того, что The Beatles находятся на грани распада. В итоге, новости о возвращении квартета к студийной работе были опубликованы некоторыми ведущими печатными изданиями страны на первых полосах.
Джордж Харрисон, который путешествовал по Индии во время творческой паузы квартета, вспоминал, что в группе царила «более сплочённая атмосфера», когда они воссоединились для записи «Strawberry Fields Forever». Согласно воспоминаниям Леннона, поскольку ему не удалось связаться ни с кем из своих товарищей на съемочной площадке фильма Лестера, «я никогда не был так рад видеть остальных. Увидев их, я вновь почувствовал себя нормальным». Рабочим названием песни было «It’s Not Too Bad». На её запись ушло 45 часов, растянувшихся на пять недель. Это была самое сложное произведение, которое Beatles пытались сделать на тот момент. Песня имела три разные версии, каждая из которых существенно отличалась по своей структуре, тональности и темпу. Финальный вариант был создан путем совмещения двух последних из них.
Наряду с «Penny Lane» и «When I’m Sixty-Four», содержание «Strawberry Fields Forever» стала основой для ранней версии концепции Sgt. Pepper. Чья тематика отражала ностальгический взгляд на детство участников группы, проведённое в Северной Англии. По словам Маккартни, тема детства никогда не обсуждалась в качестве концепции будущего альбома, однако он признавал, что они держали её в голове, как некий «ориентир», на протяжении всего проекта.

### Первый дубль
В первый день сессий Леннон продемонстрировал песню своим коллегам, сыграв её на акустической гитаре (во время записи сменив её на электрогитару Epiphone Casino). Харрисон также задействовал электрогитару, сыграв басовую линию на фоне ритм-трека Леннона. Ринго Старр исполнил партию ударных, а Маккартни секцию меллотрона, которыми, следуя примеру Леннона, остальные битлы обзавелись через Майка Пиндеру, клавишника рок-группы The Moody Blues. Пол написал на нём вступительную часть мелодии, хотя на первом дубле инструмент выступал скорее в роли бэк-аккомпанемента, по сравнению с его более существенной ролью в финальной версии композиции.

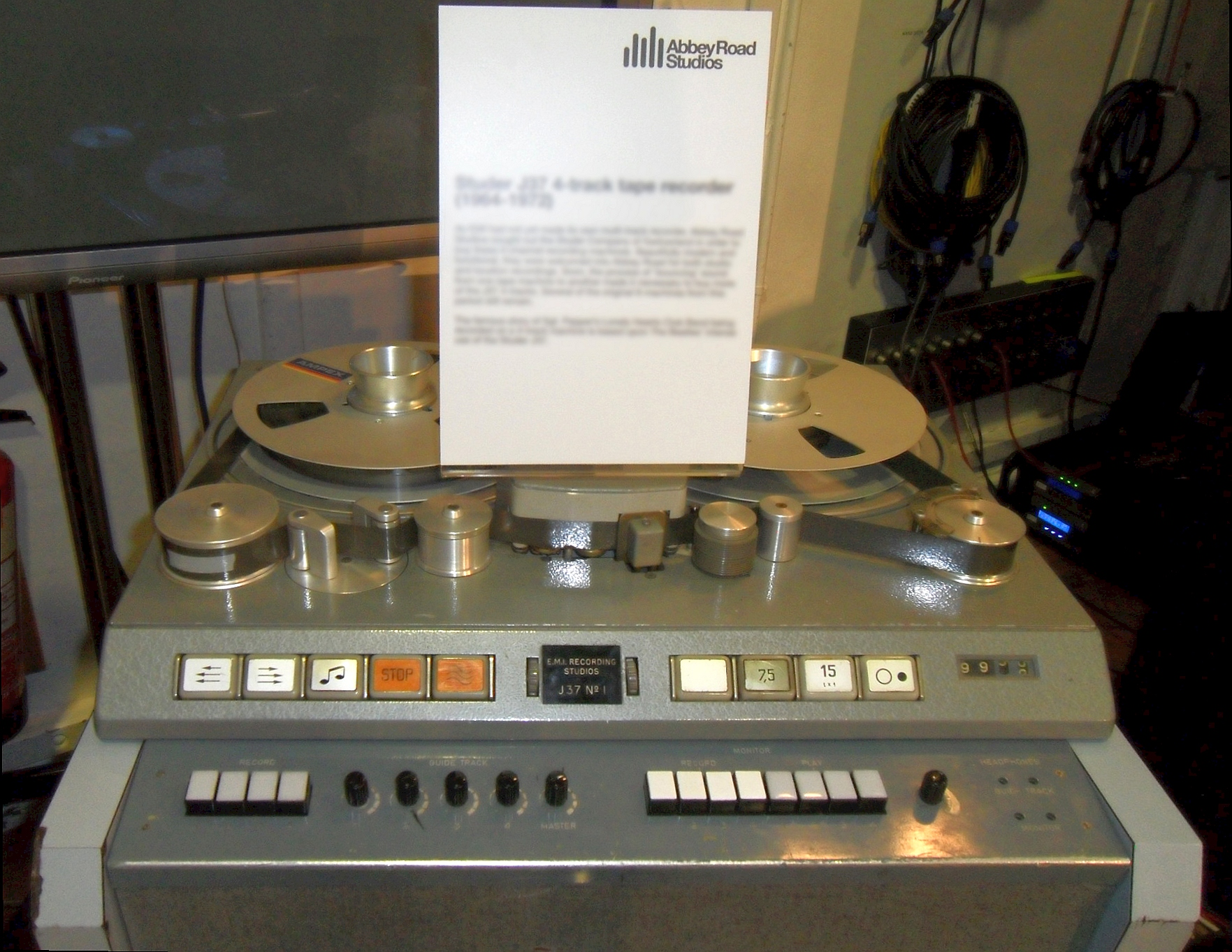
«Strawberry Fields Forever» — одна из самых технически сложных записей, которые делали The Beatles. Песня была полностью записана с помощью четырёхдорожечного магнитофона Studer (модель J37)

Первый дубль начинался куплетом «Living is easy with eyes closed», а не припевом, как в окончательном варианте песни. После него вступал второй куплет, без припева. Вокал Леннона дублировался от фразы «Strawberry Fields Forever» вплоть до конца последнего куплета. Он, в свою очередь, начинался со строчки «Always, no sometimes» (а не «Always know sometimes», как в финальном варианте песни) и, помимо голоса Леннона, включал «мечтательный бэк-вокал» Маккартни и Харрисона. Последний также добавил партии слайд-гитары во время припевов, которые были сыграны на меллотроне с использованием регулятора высоты звука (т. н. питчера) инструмента для достижения схожего по звучанию эффекта. От этой версии быстро отказались и она оставалась неизданной вплоть до 1996 года, когда новый микс черновика (без использования «мечтательных» трёхголосых гармоний из последнего куплета) был включён во второй диск сборника раритетных записей — Anthology 2.

### Седьмой дубль
28 ноября группа вновь собралась в студии, чтобы попробовать другую аранжировку. Во второй версии песни Маккартни сыграл вступление на меллотроне, за которым следовал припев. Инструментовка на основной дорожке была аналогична первому дублю, но с добавлением маракас. После четвёртого дубля группа занялась сведением и добавлением наложений: ведущего вокала Леннона, бас-гитары Маккартни, а также «слайдовой» партии Харрисона (вновь сыгранной на меллотроне), по мнению писателя Джона Уинна похожей на «азбуку Морзе».
Забрав ацетатные копии домой, 29 ноября музыканты решили переделать песню снова, используя те же аранжировки. В тот день лучшим стал второй дубль, именно туда решили добавлять наложения, в частности вокал и бас. Для партии соло-гитары аккордовые последовательности были сыграны Харрисоном, так как Леннону с трудом давалась техника игры перебором. Вокал последнего был записан при помощи увеличенной скорости магнитофона, так что при воспроизведении на нормальной скорости тональность менялась, придавая голосу музыканта причудливый невнятный звук.
Во время последующего микширования, результатом которого стал так называемый «Седьмой дубль», Леннон добавил вторую вокальную дорожку к припевам. Также в этот вариант песни попала партия фортепиано и дополнительного баса. Именно «Седьмой дубль» звучит в течение первой минуты окончательной версии «Strawberry Fields Forever», выпущенной на сингле.

### Двадцать шестой дубль
После записи второй версии песни Леннон вновь захотел переделать её. Мартин вспоминал: «Джон хотел, сделать из неё нежную мечтательную мелодию, но сетовал, что она получилась слишком резкой. Он спросил меня, не мог бы я написать новую аранжировку со струнными. Поэтому я сочинил новую партитуру (с четырьмя трубами и тремя виолончелями)…». 8 и 9 декабря группа записала для неё минусовку, причём музыканты попытались исполнить песню в более быстром темпе, чем раньше. В начале первой сессии записью руководил Дэйв Харрис, штатный звукорежиссёр EMI, так как Мартин и Джефф Эмерик отсутствовали. Группа сосредоточилась на создании ритм-трека насыщенного перкуссией, в который, помимо ударных Старра, вошли записанные задом-наперёд хай-хэты и цимбалы. Партии последних были написаны заранее, как это сделал Харрисон для «обратного» гитарного соло на «I’m Only Sleeping». Версия от 8 декабря, описанная Уинном как «шумная какофония», также включала литавры и бонго, на которых играли Маккартни и Харрисон соответственно, в дополнении к остальной перкуссии, в записи который поучаствовали: Мэл Эванс, Нил Аспиналл и Терри Доран.
9 декабря два из пятнадцати новых дублей были сведены в единое произведение с помощью четырёхдорожечного магнитофона и записаны на мастер-диск. Второй из этих дублей (под номером 24) состоял из барабанного брейка и перкуссии, использованных в коде песни, и включал произнесенные Ленноном фразы «Calm down, Ringo» и «Cranberry sauce». По описанию Льюисона, упомянутая выше перкуссия, включая партию ударных в исполнении Старра и свармандал Харрисона, была добавлена на отдельную дорожку. Другие наложения, которые появлялись ближе к концу композиции, включали партию соло-гитары (сыгранной Маккартни), фортепиано и флейту (меллотрон звучащий задом-наперёд) в коде. Уинн датирует добавление свармандала уже после оркестровых наложений Мартина. Что касается основной фортепианной партии, он описывает её как «рифф сделанный на меллотроне», а не как запись подлинного инструмента.
15 декабря состоялась сессия записи аранжировки для духовых инструментов и виолончели. В состав оркестра входила виолончелистка Джой Холл, которую иногда ошибочно называют «Джоном». Она стала первой женщиной, поучаствовавшей в записи песен The Beatles. Второй была Шейла Бромберг, которая сыграла на арфе в «She’s Leaving Home» несколько недель спустя. Партии исполнялись в тональности До мажор, но записаны таким образом, чтобы при воспроизведении они звучали в Си мажоре. Итоговая оркестровка была смикширована на две аудиодорожки. По мнению писателя Иэна Макдональда, вклад Мартина усиливал индийские элементы песни — в первую очередь, свармандал — за счёт партитуры виолончелей, которая «экзотически переплеталась» с «ситароподобными» гитарными фразами Маккартни перед кодой. Дальнейшие наложения на то, что стало известно как 26-й дубль, включали две вокальные партии Леннона, вторая из которых дублировала основной вокал в припевах. 21 декабря Леннон перезаписал одну из своих вокальных дорожек, исполнив гармонию в финальном припеве. Тогда же было добавлена небольшая партия фортепиано, а также партия малого барабана.

### Финальный вариант

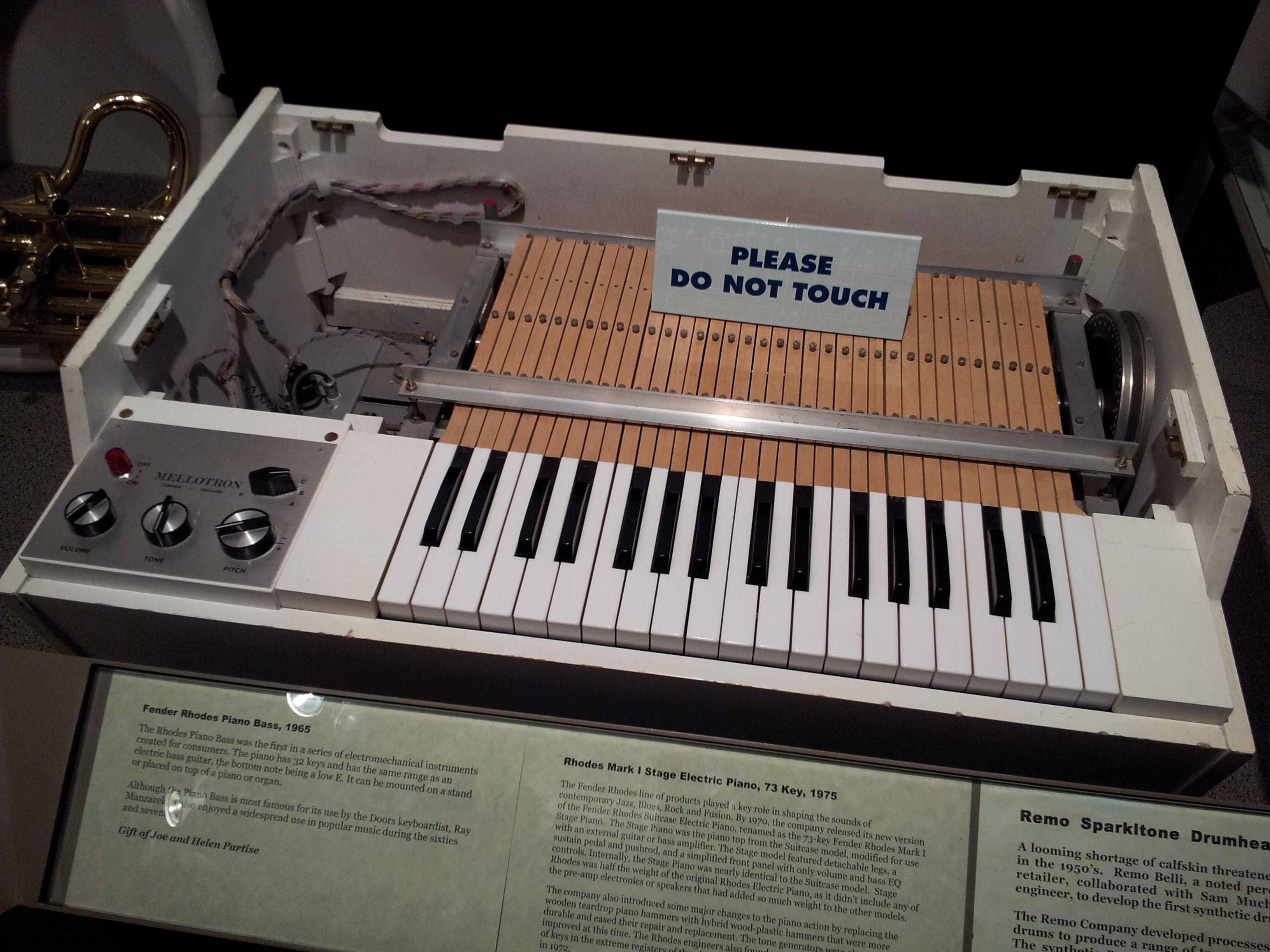
Меллотрон 1960-х годов, похожий на тот, что использовался при записи песни

Послушав новую (26-й дубль) и предыдущую версии песни, Леннон сказал Мартину, что ему нравятся как «оригинальный, более лёгкий» седьмой дубль, так и «интенсивная версия с партитурой», и он хотел бы объединить их вместе. Однако, звукорежиссер заметил, что вариант песни с оркестровкой имел более быстрый темп и звучал в более высокой тональности, нежели её предыдущая версия. Леннон заверил своего визави: «Ты же можешь это исправить, Джордж».

22 декабря Мартин и Эмерик выполнили эту сложную задачу, объединив седьмой и двадцать шестой дубли. Используя лишь пару ножниц, две лентопротяжные машины и регулятор скорости (вариспид), Эмерик компенсировал различия в тональности и скорости песен, увеличив скорость в первой версии и уменьшив во второй. Затем он объединил дубли, поместив оркестровую партитуру в середину второго припева. Поскольку в седьмом дубле первый припев (традиционно звучащий после первого куплета) отсутствовал, он вставил туда первые семь слов из второго. Изменение высоты тона при соединении версий придало вокалу Леннона потустороннее звучание. Вот как эти технические манипуляции комментировал писатель и музыкальный продюсер Питер Эшер: 
Песня состояла из двух разных дублей. С разными аранжировками и разными тональностями, и чтобы сделать их совместимыми, Джефф Эмерик использовал вариспид — понизив тональность в более высоком. Голос Джона в этой секции, таким образом, стал низким и звучащим обречённо, что ему очень понравилось. Так что вариспид стал ключом ко всему.
В процессе редактирования песни было решено приглушить фрагмент ближе к концу 26-го дубля — до появления меллотрона и звуков трубы, похожих на сирену — благодаря чему в песни появилась ложная кода. Однако в версии, сделанной 15 декабря, песня заканчивалась звуками свармандала и других инструментов с врывающейся партией ударных и перкуссии. По словам Мартина, трюк с ложной окончанием мелодии был его идеей, чтобы скрыть некоторые ошибки в насыщенной перкуссионной дорожке. Среди едва различимых голосов в финале есть фраза Леннона «Cranberry sauce», которую сторонники мистификации о смерти Пола Маккартни услышали как «I buried Paul». Согласно этой теории, музыкант якобы умер в ноябре 1966 года и был заменён в группе его двойником.
Незадолго до своей смерти Леннон выразил недовольство окончательной версией песни, заявив, что она была «плохо записана», и обвинил Маккартни в подсознательном саботировании записи. В свою очередь, Мартин по-прежнему гордился этой композицией; он описывал её как «законченную симфоническую поэму — сродни произведениям [Клода] Дебюсси, но на современный лад».

## Рекламный фильм

The Beatles стоят перед деревом со сломанной конструкцией пианино–арфы

The Beatles заливают краской конструкцию пианино-арфы. Журналист Джо Кушли описал клип как «семинар безумных профессоров музыки на открытом воздухе»

К январю 1967 года Эпстайн оказался под давлением звукозаписывающей компании The Beatles, требующей срочно выпустить новый сингл группы. Мартин сказал ему, что они записали «Strawberry Fields Forever» и «Penny Lane», которые, по его мнению, были «двумя величайшими песнями всех времён». Было принято решение выпустить их как сингл с двумя сторонами «А», формат, который музыканты использовали для своего предыдущего сингла «Eleanor Rigby»/«Yellow Submarine» в августе 1966 года. The Beatles сняли для «Strawberry Fields Forever» видеоклип, тем самым продолжая политику (начатую в 1965 году) избегать необходимости продвигать синглы с помощью многочисленных появлений на телевидении. Съёмки проходили 30 и 31 января 1967 года в Ноул-парке Севенокса. На следующей неделе, в том же месте, группа сняла часть рекламного видео для композиции «Penny Lane».

Леннон с усами в форме подковы и в очках

Создателем видео выступил Питер Голдманн, шведский телевизионный режиссер, который черпал вдохновение из стиля Ричарда Лестера, продемонстрированного в фильме «Вечер трудного дня» (1964). Голдманна порекомендовал битлам их общий друг Клаус Форман. Один из ассистентов группы, Тони Брэмуэлл, выступил в качестве продюсера. Он вспоминал, что, вдохновленный комментарием Формана о прослушивании «Strawberry Fields Forever» — «всё это звучало так, словно было исполнено на каком-то причудливом инструменте» — потратил два дня, наряжая большое дерево в парке, чтобы оно напоминало «сочетание фортепиано и арфы, со струнами». В 2007 году музыкальный критик Джон Харрис отметил, что сценография Брэмуэлла отражает «столкновение безмятежности и почти готической жути», ярко выраженное в самой песне.
В клипе The Beatles предстали в новом образе — все четверо музыкантов отпустили усы, следуя примеру Харрисона, который сделал это во время своей поездки в Индию в сентябре 1966 года. В дополнение к усам в форме подковы, Леннон впервые надел круглые «бабушкины» очки (ставшие визитной карточкой имиджа музыканта), повторяющие образ его героя — рядового Грипвида — из фильма «Как я выиграл войну», для которого ему пришлось коротко подстричься. В сочетании с одеждой психоделических оттенков, внешний вид музыкантов резко контрастировал с юношеским имиджем «парней с моптопами» их раннего периода. В свою очередь, прежний имидж The Beatles был перенят группой The Monkees, американским продюсерским проектом, созданным по мотивам ливерпульской четвёрки времён «Вечера трудного дня» и «На помощь!». Писатель Кевин Курье выражал мнение, что Леннон теперь напоминал персонажа из детектива Артура Конан Дойла, а Харрисон выглядел крайне аскетично, с бородой и в балаклаве на голове.

Вместо исполнения битлами самой песни в клипе преобладают абстрактных образы, основанные на экспериментальных киноэффектах: реверсе, растворении, длинных паузах, джамп-катах со сменой времени суток и мультиэкспозиции. Музыканты играют на пианино, а затем заливают его краской, в какой-то момент Маккартни как будто прыгает с земли на ветку и т. д. Делясь своими впечатлениями от проморолика, музыкальный критик Крис Ингэм писал: 
Красиво и жутковато... Большое внимание уделяется крупным планам лиц и растительности на лице The Beatles, как будто зрителю предлагается поискать знаки в новом имидже музыкантов. В фильме есть хорошо подобранная сюрреалистическая атмосфера... которая, если воспринимать ее одновременно с необычной новой музыкой квартета, прелестно дезориентирует. Финальная сцена, в которой битлы заливают "пианино" разноцветной краской, вызывает оторопь, но впечатывается  в память как иконоборческое заявление c тонким художественным замыслом.

## Выпуск
«Реакция людей, когда вы ставили им песню, была неоднозначной... если „Penny Lane“ ещё отчасти напоминала The Beatles, то „Strawberry“ — вообще нет».
13 февраля 1967 года кампания Capitol Records выпустила сингл в США (под каталожным номером Capitol 5810), релиз песни в Великобритании последовал спустя четыре дня силами EMI Parlophone (Parlophone R 5570). Помимо сборника A Collection of Beatles Oldies, выпущенного в Великобритании, но не в США, это был первый релиз The Beatles со времён альбома Revolver (август 1966 года). Также, это был их первый сингл выпущенный на родине с иллюстрированным конвертом. На его лицевой стороне было изображено студийное фото с новым имиджем музыкантов (с растительностью на лице); на задней стороне напечатали отдельные фотографии четырёх музыкантов в младенчестве, чтобы подчеркнуть связь песен с их детством в Ливерпуле. Вспоминая реакцию на новый сингл и ожидания, которые он породил относительно будущей пластинки, музыкальный критик Грейл Маркус отмечал: «Если эта необычная музыка была лишь пробой того пера, то каким [грандиозным] мог бы получиться весь следующий альбом?». Классифицируя песни в своей книге Electric Shock, Питер Доггетт сравнивает «Penny Lane» с поп-артом в его пробуждающей «многогранной субстанции из повседневности» и описывает «Strawberry Fields Forever» как арт-поп, «намеренно отсекающий массовую аудиторию».
Клип на «Strawberry Fields Forever» был более экспериментальным из работ Голдмана и подчеркивал связь The Beatles с авангардной сценой. Новый облик группы стал объектом пристального внимания, поскольку из-за рекламы сингла и его музыкального содержания многие слушатели не смогли узнать в них The Beatles. Клипы впервые были показаны в Америке на Шоу Эда Салливана, а в Великобритании — на Top of the Pops, за день до дат выхода сингла в этих странах. 25 февраля они вышли в эфир The Hollywood Palace, традиционной американской эстрадной программы, которую вёл актёр Ван Джонсон. На фоне истерических криков женской аудитории, он смущённо представил «Strawberry Fields Forever» комментарием: «Это ничем не скованная музыкальная причуда, с психоделическим подтекстом и атмосферой расширенного сознания … Если вы поняли, что всё это значит, шепните мне…». Клипы вызвали аналогичное недоумение на более ориентированной на молодёжь передаче American Bandstand, 11 марта, когда Дик Кларк пригласил зрителей студии поделиться своими впечатлениями. В мнению писателя Дойла Грина, полярные мнения о «сменивших имидж, конкультурных The Beatles» и их новой музыке продемонстрировали «гендерное разделение» в поп-культуре: реакция мужчин была более благосклонной, а женщины оценивали новую внешность битлов, как «странную», «уродливую» или «дедоподобную». Курье отмечает, что враждебное отношение к «Strawberry Fields Forever» было отражением того, как поклонники поп-музыки почувствовали себя брошенными, так один из юных фанатов группы заявил, что The Beatles «специально стали странными» и «им следовало бы перестать быть такими умными и выпустить песни, которыми мы могли бы наслаждаться в полной мере». Ссылаясь на этот выпуск American Bandstand, Уинн писал, что «недоуменную реакцию... на песню и новый облик группы нужно видеть, иначе в это сложно было поверить». Трое из четырёх подростков были обеспокоены клипом, четвёртый молодой человек, сказал, улыбнувшись во весь рот: «Мне кажется, это просто здорово».
В Великобритании «Strawberry Fields Forever»/«Penny Lane» стал первым синглом The Beatles со времен «Please Please Me» (1963), который не смог достичь вершины Record Retailer Chart (позже UK Singles Chart). Он занял 2-е место, уступив песне Энгельберта Хампердинка «Release Me» ставшей самым продаваемым синглом года. В книге Джорджа Мартина «Лето любви» продюсер утверждал, что «Strawberry Fields Forever» и «Penny Lane» были учтены в чарте как две отдельные песни, что серьёзно снизило шансы сингла на достижение вершины, однако, на самом деле, ни в одном из британских чартов они не фигурировали по отдельности (включая хит-парад Record Retailer), поэтому, то, что сингл указывался с двумя сторонами «А», не могло повлиять на его позицию в чарте. После слухов о том, что The Beatles находятся на грани распада, «лишь» второе место сингла было воспринято британской прессой как признак снижения популярности группы. Маккартни заявил, что он не расстроен, так как песня Хампердинка имела «совершенно иной стиль», в то время как Харрисон признал, что «Strawberry Fields Forever», как и вся недавняя музыка The Beatles, должна была неизбежно оттолкнуть большую часть их аудитории, но в то же время завоевать новых поклонников. Тем не менее, в национальном хит-параде, составленном журналом Melody Maker, сингл добрался до вершины, оставаясь там течение трех недель.
В американском Billboard Hot 100 обе стороны сингла всегда учитывались отдельно, несмотря на то, позиционировались они как двойной «А»-сингл или нет (например, би-сайд «She’s a Woman» занял там 4-е место в 1964 году). «Penny Lane» возглавлял тамошний чарт в течение одной недели, в то время как «Strawberry Fields Forever» достиг лишь 8-й строчки. «Penny Lane» также достиг 1-го места в хит-параде Австралии, где лидировал на протяжении пяти недель. Помимо этого, сингл отметился на вершине чартов Канады и Норвегии, а также добрался до 4-го места во Франции.

## Отзывы критиков
«„Strawberry Fields“ — поп-пастораль, увиденная детскими глазами. Подлинный смысл английской психоделии состоял на самом деле не в любви и не наркотиках, а в ностальгии по невинному взгляду ребёнка».
В рецензии Melody Maker отмечалось, что сочетание музыкальных инструментов, студийных техник и вокальных эффектов в песне создаёт «захватывающий, глубокий, мистический калейдоскоп звучания», подытоживая: «Вся [её] концепция демонстрирует The Beatles в новом, неизведанном свете». Дерек Джонсон из NME признался, что был одновременно очарован и сбит с толку этой песней: «Безусловно, это самый необычный и нестандартный сингл, который когда-либо выпускали The Beatles — как по поэтическому содержанию, так и по своей партитуре. Честно говоря, я действительно растерян, нравится он мне или нет». По словам биографа Роберта Родригеса, комментарии Джонсона олицетворяли «недоумение» и «тревожные настроения», которые песня первоначально вызвала в музыкальной прессе. Обозреватель газеты The Daily Mail недоумевал: «Что происходит с „Битлз“? Они стали созерцательными, скрытными, замкнутыми и отверженными — четыре усатых мистика».

В Соединённых Штатах экспериментальные качества сингла инициировали начало дискурса в СМИ относительно эстетики и артистизма в поп-музыке, поскольку, сосредоточившись на творчестве The Beatles, критики впервые попытались рецензировать этот жанр как серьёзное искусство. Среди хвалебных отзывов была статья журнала Time где песню назвали «самым свежим образцом удивительной изобретательности The Beatles». Публицист писал, что с 1963 года: 
The Beatles превратились в творческий локомотив поп-музыки. За чтобы они не взялись, их примеру следуют все остальные. Но то, чего они достигли за последние месяцы, не снилось даже самым ярым их последователям. Они преодолели до сих пор незыблемую пропасть между роком и классической музыкой, смешав элементы Баха, восточных мотивов и винтажной электроники, чтобы добиться самых оригинальных звуков в истории эстрады.
«Сам Леннон считал "Strawberry Fields Forever" своим высшим достижением. Многие — и я в том числе — считают её вершиной песенной формы в музыке».
Автор статьи заключил, что множество «диссонансов и жутковатых космических звуков» были частичным результатом изменения скорости и направления аудиоленты, подчеркнув: «В этом нет ничего нового для электронных композиторов, но использование таких методов в поп-песне потрясает». В июне 1967 года Уильям Манн из The Times назвал The Beatles родоначальниками моды на «звуковые сочетания, создаваемые электроникой», добавив: «На некоторых записях это просто обобщенный эффект. Но в „Strawberry Fields“ он был применён как нельзя кстати» По мнению писателя Питера Эшера этот «шедевр», проистекал из «невероятного творческого потока, нетрадиционных методов записи и коллективного гения, которые навсегда изменили параметры того, что могла создавать поп-музыка, какие художественные амбиции она бы могла удовлетворить и какое влияние она бы могла оказать на музыку и на мир». Стив Тёрнер писал, что само место, о котором пел Леннон, означало состояние души и ассоциировалась у автора с потерянными радостями детства.
Ричи Унтербергер из AllMusic описывал «Strawberry Fields Forever» как «одно из величайших достижений The Beatles и одну из лучших песен тандема Леннона-Маккартни». Иэн Макдональд отмечал, что она «демонстрирует экспрессию высокого порядка… мало кто из [современных композиторов] способен выразить чувства и фантазию так непосредственно, спонтанно и оригинально». По словам Тима Райли, песня «преобразила творческую арку Леннона», «раскрасив галлюциногенную монотонность „Rain“ всеми цветами радуги, которые менялись под воздействием его вокальных интонаций» и положив начало использованию им поэзии свободной формы в качестве метода стихосложения. Музыкальный критик подчёркивал, что, хотя это и была первая попытка Леннона сделать что-то вне парадигмы The Beatles «ироническая притягательность записи отчасти заключается в том, что наложить такую звуковую палитру на абстрактный психоанализ Леннона, могли только самые близкие друзья-музыканты». В свою очередь, писатель Патрик Хамфриз характеризовал песню как «величайшую поп-запись из когда-либо созданных […] фактически запустившую процесс осознания и осмысления мира с помощью обрывочных поэтических образов», «которая никогда не выйдет из моды, потому что существует вне пределов времени». Он сожалел лишь о том, что сингл не смог возглавить британский хит-парад, назвав это «возможно, самым позорным фактом в истории чартов».

## Влияние

### Реакция современников
«Тарелки, звучащие задом-наперёд, каскады индийской арфы, гитарные соло, литавры, бонго, трубы и виолончели — это была самая сочная музыка, которую The Beatles записывали на тот момент, начиная со странного вступления на меллотроне и заканчивая репризой из фальшивых барабанов, где голос Джона произносил «Cranberry sauce», своим появлением „Strawberry Fields Forever“ ознаменовала начало 1967 года, она не была похожа ни на одну песню на земле».
После релиза сингла Пит Таунcенд из The Who, завсегдатай лондонской психоделической клубной сцены, описал «Strawberry Fields Forever» как «крайне причудливую, креативную, странную и непохожую ни на что [композицию]». По воспоминаниям Марка Линдси из Paul Revere & the Raiders он впервые прослушал сингл дома с продюсером группы, Терри Мелчером. Когда «песня закончилась, мы оба уставились друг на друга. После чего я наконец вымолвил: „И что же, черт возьми, мы теперь будем делать?“ Этим синглом The Beatles задрали планку относительно того, какой теперь должна быть поп-пластинка». По словам Линдси, затем он добился того, чтобы клипы на обе песни были показаны в телевизионном шоу The Raiders, Where the Action Is, дабы их увидела как можно более широкая аудитория.
Существует знаменитая байка, что лидер The Beach Boys Брайан Уилсон — который изо всех сил пытался завершить работу над альбомом Smile — впервые услышал «Strawberry Fields Forever» по радио в своей машине, находясь под воздействием барбитуратов. По воспоминаниям его пассажира, Майкла Фоссе, «[Уилсон] лишь покачал головой и вздохнул: „Они уже добились того, чего я хотел достичь. Похоже, мой поезд ушёл“». Фоссе вспоминал, что затем они обменялись ухмылками, хотя « когда он это произносил, его голос звучал очень серьёзно». По словам писателя Стивена Гейнса, «удивительное и необычное звучание» сингла The Beatles было одним из несколько факторов эмоционального упадка Уилсона итогом которого стал отказ от проекта Smile. В ответ на вопрос фаната на своем веб-сайте в 2014 году Уилсон отрицал, что прослушивание песни «подкосило» его, назвав её «крайне причудливой записью», которая ему очень понравилась.
«Strawberry Fields Forever» прозвучала практически целиком в авангардном фильме Майкла Сноу «Длина волны» (1967). Лента состоит из крупного плана комнаты, который постепенно сужается зумом камеры. Песня звучит из радиолы, находящейся внутри. Фильм был снят в декабре 1966 года, но Сноу начал монтировать его в начале 1967 года и был так сильно увлечён песней, когда она была выпущена, что решил наложить её на оригинальное произведение, звучащее в кадре.

### Влияние на психоделическую среду, сферы аудиозаписи и видеоклипов
«The Beatles начали писать песни о доме. Они начали вспоминать песенки, которые мы пели в детстве на улицах, какие-то определённые места… До этого у Ливерпуля не было своей мифологии. Но потом появились битлы и создали её».
Песня оказала большое влияние на исполнителей психоделического рока и, по словам Криса Ингэма, установила «стандарты и типажи для всего последующего психоделического поп-движения». Писатель Иэн Макдональд считает, что эта песня «расширила диапазон студийных техник, придуманных во время записи Revolver, открыв возможности для поп-музыки, которые при достаточной изобретательности могли привести к созданию беспрецедентных звуковых образов». Он рассматривает эту композицию как популяризатора «английского поп-пасторального настроения», характерного для музыки таких групп, как Pink Floyd, Family, Traffic и Fairport Convention, и, вдохновленной ЛСД, «ностальгии по невинному мировоззрению ребёнка», характерной для английской психоделической сферы в целом. Музыковед Саймон Фило описывает большую часть первого альбома Pink Floyd, The Piper at the Gates of Dawn (1967), как выдержанную в стиле «запатентованной британской психоделии», внедрённой «Strawberry Fields Forever». Дэвид Говард говорит, что продакшен записи стал «основным ориентиром» для Pink Floyd, The Move, The Smoke и других групп на зарождающейся психоделической сцене Лондона.
Несмотря на то, что, в середине 1966-го меллотрон уже звучал в хит-сингле Manfred Mann «Semi-Detached Suburban Mr James» его появление в «Strawberry Fields Forever» остается самым известным примером использования инструмента в поп- или рок-музыке. Майк Пиндер, чья группа The Moody Blues регулярно возвращалась к меллотрону и свармандалу в своём творчестве, вспоминал, что он был «в восторге», услышав звуки клавишной флейты на сингле The Beatles. Наряду с резонирующими барабанами Старра, аранжировка для виолончели (как и в случае с «I Am the Walrus»), очень понравилась музыкантам и продюсерам того времени, оказав большое влияние на такие группы 1970-х, как Electric Light Orchestra и Wizzard.
Музыковед Уолтер Эверетт описывает концовку песни как пример того, что группа продолжила новаторские эксперименты с кодами — затухание и возобновление мелодии — после использования схожего приёма в песне «Rain» (1966). Он называет приемниками этой методики битловскую песню «Helter Skelter», а также композицию Led Zeppelin «Thank You» (1969) и обе стороны сингла The Rolling Stones 1967 года, «We Love You» и «Dandelion», тем самым негласно признавших музыкальное лидерство коллег по сцене. По словам музыковеда Дэвида Симонелли, в дополнение к «Tomorrow Never Knows» (1966), «Strawberry Fields Forever» и «Penny Lane» «сделали битлов самыми авангардными [поп-] композиторами послевоенной эпохи». Он также отметил, что сингл провозгласил романтизм группы как центральный принцип психоделического рока, который гарантировал, что «видение The Beatles доминировало во всей рок-музыке» в целом. На страницах книги «In Their Lives: Great Writers on Great Beatles Songs» Адам Гопник описывает сингл как самое важное произведение искусства текущего десятилетия «воплотившее в себе надежды эпохи на слияние поп-арта и музыки сложных форм».
В дополнение к новаторскому использованию группой промо-фильмов для продвижения своих песен (с 1965 года), видео на «Strawberry Fields Forever» стало ранним примером того, что позже назовут музыкальным видеоклипом. В 1985 году клипы «Strawberry Fields Forever» и «Penny Lane» стали старейшими образцами, включёнными в выставку самых влиятельных музыкальных клипов в истории, организованную Нью-Йоркским музеем современного искусства (MoMA). Оба фильма имели аналогичный статус на выставке MoMA 2003 года «Golden Oldies of Music Video», где их чествовала авангардистка Лори Андерсон. Помимо этого, в 1975 году клип «Strawberry Fields Forever» послужил источником вдохновения для появления феномена фан-виддинга. После того, как Кэнди Фонг, воодушевлённый тем, что в клипе битлы не пытались исполнять музыку, поместил кадры из сериала «Звёздный путь» на совершенно не связанный с ним саундтрек.

### Наследие

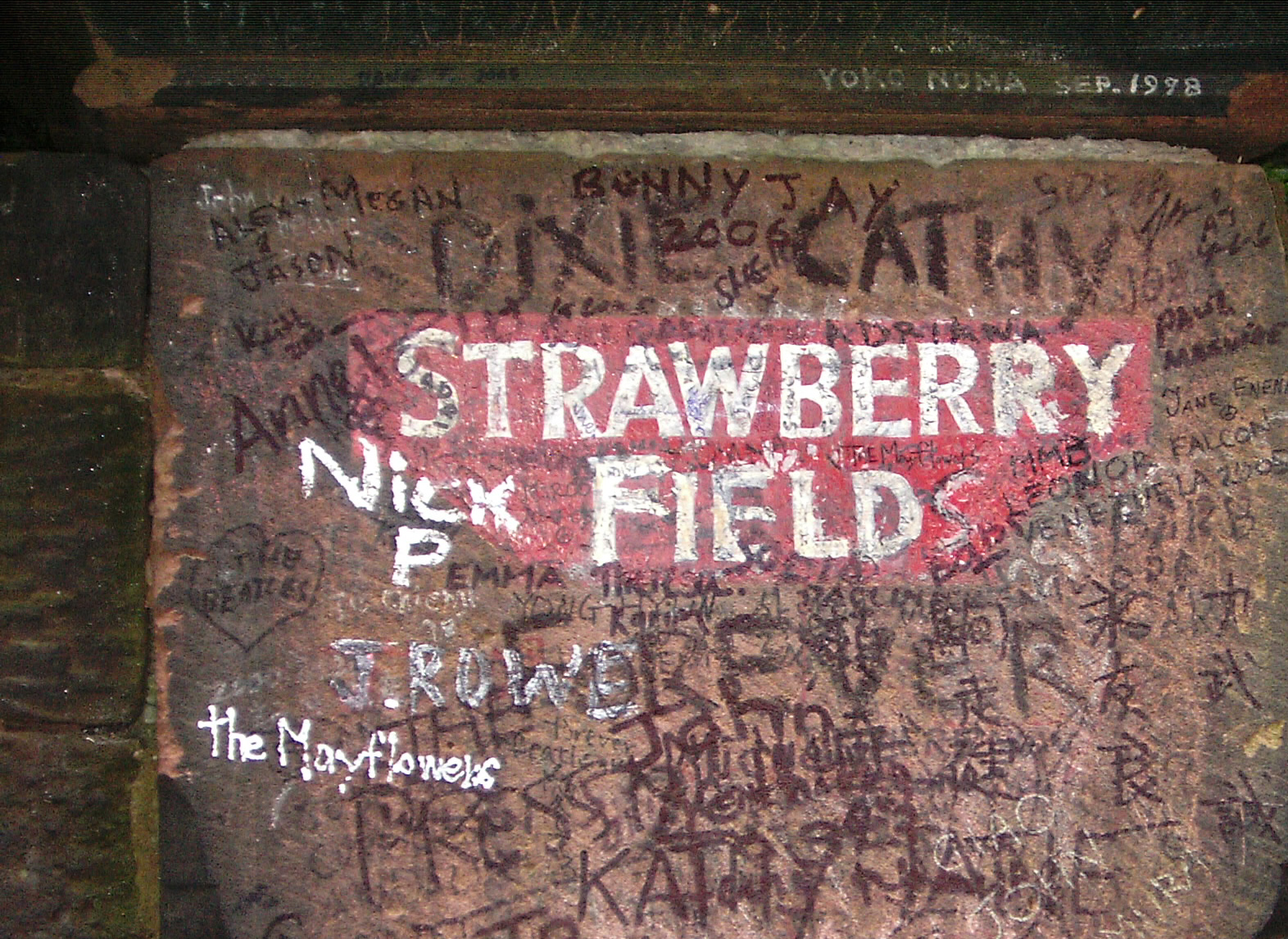
Сильно разрисованный граффити указатель на воротах «Земляничной поляны» с надписью «Forever», добавленной фанатами в знак признательности за песню The Beatles

Благодаря этой песне «Земляничная поляна» стала местом паломничества для поклонников Леннона и The Beatles. В 1975 году Ливерпульское управление по связям с общественностью опубликовало туристический путеводитель под названием «Не за что зацепиться» (англ. «Nothing to Get Hung About»), который содержал открытки, связанные с The Beatles, краткую биографию группы и карту Ливерпуля с указанием памятных мест квартета. К 2011 году большое количество граффити, оставленное посетителями «Земляничной поляны», вынудило руководство приюта отказаться от рекламы. Армия спасения потребовала убрать знаменитые въездные ворота и перенести их в The Beatles Experience centre в Ливерпуле. В июле 2017 года Армия спасения начала сбор средств — за счет продажи футболок и кружек с надписью «Nothing is real» и другими строчками из песен Леннона — на строительство нового здания в «Земляничной поляне». В нём планировалось разместить центр помощи в трудоустройстве молодых людей с отклонениями в развитии, а также почтить память Леннона, организовав именную выставку и «сад духовных размышлений» на прилегающей территории.
9 октября 1985 году в Центральном парке Нью-Йорка с подачи вдовы музыканта, Йоко Оно, был открыт одноимённый мемориал (на месте где она развеяла прах своего супруга), посвящённый памяти Леннона. Представляющий собой благоустроенную территорию в размере 3,5 акра с мозаикой из инкрустированных камней посередине. В 2013 году был выпущен художественный фильм «Легко живётся с закрытыми глазами» (названный в честь строчки из песни) основанный на реальной истории о 41-летнем учителе из Картахены, который приехал к Леннону в Альмерию, когда тот писал песню.
«Strawberry Fields Forever» входит в список «500 песен, которые сформировали рок-н-ролл» Зала славы рок-н-ролла, а в 1999 году была включена в Зал славы премии «Грэмми» Национальной академии звукозаписывающих искусств и наук. В июньском номере журнала Mojo за 1997 год Джон Сэвидж включил «Strawberry Fields Forever» в свой список «Психоделия: 100 величайших классических произведений», написав: «Когда эта песня впервые прозвучала на радио в начале 1967 года, она не была похожа ни на что другое: надломленный вокал, расстроенная духовая секция и жутковатые струнные». В 2004 году журнал Rolling Stone поставил трек на 76-е место в своем списке «500 величайших песен всех времён», композиция сохранила место в списке журнала за 2011 год, а затем поднялась до 7-й позиции в обновлённом рейтинге 2021 года, что стало самым высоким показателем для The Beatles. В аналогичном списке, составленном в 2006 году журналом Q, она оказалась на 31-м месте. В том же году редакция Mojo назвала её 2-й лучшей песней в карьере The Beatles после «A Day in the Life». В 2010 году представители Rolling Stone поместили «Strawberry Fields Forever» на 3-е место списка «100 величайших песен Beatles». По данным портала Acclaimed Music, «Strawberry Fields Forever» — одна из наиболее обласканных критиками песен в истории, по этому критерию она заняла 23-е место в списке «3000 лучших песен всех времён».

## Перевыпуски и ремиксы
«Эти две песни были лучшим из всего, что они записали. […] Мы выпустили их вместе и появился потрясающий сингл, но в то же время это была явная тактическая ошибка. Мы продали бы гораздо больше пластинок и заняли бы более высокие места в чартах, если бы выпустили эти песни по отдельности».
В соответствии с философией The Beatles, согласно которой треки, выпущенные на синглах, не должны были появляться на новых альбомах коллектива (музыканты посчитали, что публика должна платить за что-то новое, а не за старые песни), «Strawberry Fields Forever» и «Penny Lane» были исключены из Sgt. Группа Pepper’s Lonely Hearts Club. Впоследствии Мартин называл это решение «самой большой ошибкой в моей профессиональной жизни». Позднее участники The Beatles были недовольны решением Capitol включить эти песни вместе с другими синглами группы, не вошедшими в вышеупомянутую пластинку, в лонгплей Magical Mystery Tour, который был издан в США в виде полноформатного альбома, в отличие от 6-ти трекового двойного EP, выпущенного на территории Великобритании, и ряде других стран.
Стереоверсия Magical Mystery Tour (изданная 29 декабря 1966 года) содержала микс «Strawberry Fields Forever», в котором духовые инструменты и виолончели менялись местами в правом и левом каналах, во время склейки 7-й и 26-й дубли. К моменту выхода альбома на CD этот микс был заменен стерео-ремиксом, первоначально подготовленным для западногерманского релиза Magical Mystery Tour 1971 года, в котором этот эффект панорамирования отсутствовал, однако, вместо этого, в аудиоканалах менялась партия свармандала в начале второго и третьего куплетов.
Композиция «Strawberry Fields Forever» открывала сборник The Beatles 1967—1970, выпущенный в 1973 году. Песня вновь вернулась в британский чарт, достигнув 32-й строчки, когда в марте 1976 года лейбл EMI переиздал все 22 сингла The Beatles в Великобритании. В 1988 году её включили в саундтрек к фильму «Представь себе: Джон Леннон». В 1996 году в сборник Anthology 2 были включены три ранее не издававшиеся версии песни: одна из домашних демозаписей Леннона, сделанных в ноябре 1966 года; изменённая версия первого студийного дубля; и полный седьмой дубль, в моно-версии, отредактированный с добавлением коды (ударные и перкуссия) сделанной 9 декабря. В 2006 году обновлённая ремикшированная версия песни была включена в компиляцию Love. В этом мэшапе использованы фрагменты из акустического демо, первый дубль и двадцать шестой, а концовка включает элементы из «Sgt. Pepper’s Lonely Hearts Club Band», «In My Life», «I’m Only Sleeping», «Penny Lane», «Piggies» и «Hello, Goodbye». В 2015 году промо-фильм был включён в трехдисковую версию (названную 1+) сборника 1. Для аудиоряда клипа был создан новый стереомикс, подготовленный Джайлзом Мартином. В 2017 году он был включён в двухдисковую и шестидисковую (Super Deluxe) версии юбилейного переиздания альбома Sgt. Pepper’s Lonely Hearts Club Band, вместе с подборкой отрывков из студийных сессий включая полный двадцать шестой дубль.

## Кавер-версии

### Candy Flip
В 1990 году «Strawberry Fields Forever» триумфально вернулась в чарты, после того как британский музыкальный дуэт Candy Flip (видного представителя жанра мэдчестер, связанного с возвращением моды на психоделию 1960-х) записал кавер-версию песни в стиле электро. В марте того же года она достигла 3-й строчки в британском национальном чарте и добралась до 7-го места в официальном хит-параде Ирландии. Композиция также снискала популярность на студенческом и инди-радио в Соединённых Штатах, отметившись на 11-й позиции хит-парада Modern Rock Tracks.
Обозреватель журнала Billboard Билл Коулман назвал ремейк песни «гениальным решением», добавив: «Это одна из тех записей, которая заставляет вас поймать себя на мысли: „И как я сам до этого не додумался“… Эзотерическое исполнение и изысканное продюсирование, положенные на ленивый хип-хоп-бит. Если бы этот сингл продвигался в Соединённых Штатах, он бы мог иметь (и более чем этого заслуживает) грандиозный успех!». В рецензии для The Network Forty Дайан Тамича описала песню как "[музыкальную] смесь Ливерпуля и Манчестера. Журналистка отметила, что кавер-версия получилась «очень симпатичной», «относительно скудный клавишный аккомпанемент, в духе Pet Shop Boys, смешанный с уже ставшим „классическим“ звучанием барабанов в стиле хаус, придает классный привкус старой рабочей лошадке Fab Four». Деле Фаделе из NME назвал электронную кавер-версию композиции «дерзким обновлением», которое «как следует встряхнуло [аудиторию] Top of the Pops». В свою очередь, в обзоре дебютного альбома Candy Flip (Madstock...) для AllMusic музыкальный критик Тим Диграви́на описывал «Strawberry Fields Forever» как «чрезвычайно успешную» переработку оригинала The Beatles и восхищался ей как одним из произведений, прекрасно передающих «радость идеальных, счастливых мест, которые просто не могут существовать [в реальности]».

### Другие артисты
«Strawberry Fields Forever» была перепета многими другими артистами. Tomorrow, группа, которая, наряду с Pink Floyd и Soft Machine, была лидером психоделической сцены Лондона, записывая свой одноимённый альбом во многом опиралась на творчество The Beatles. Одной из песен на этой пластинке была кавер-версия «Strawberry Fields Forever». Дебютный альбом американской рок-группы Vanilla Fudge, выпущенный в августе 1967 года, содержал небольшой оммаж на «Strawberry Fields Forever» в конце кавер-версии «Eleanor Rigby» (в CD-версиях лонгплея этот оммаж обозначен как «FIELDS», что является акростихом песни, а предыдущие интерлюдии — «STRA», «WBER» и «RYFI»). В августе 1969 года Ричи Хейвенс исполнил «Strawberry Fields Forever» на открытии фестиваля в Вудстоке.
В 1976 году американский музыкант Тодд Рандгрен записал кавер-версию песни для альбома Faithful, а Питер Гэбриел перепел эту композицию для музыкального документального фильма «Всё это и Вторая мировая война» (чей саундтрек полностью состоял из ка́веров The Beatles). Запись Габриела, в которой делается особый акцент на фразе «Легко живётся с закрытыми глазами», сопровождается кадрами кинохроники, на которых премьер-министр Великобритании Невилл Чемберлен произносит заявление «Мир для нашего поколения», после встречи с Адольфом Гитлером в Мюнхене в 1938 году. Кавер-версия Бена Харпера была использована в фильме «Я — Сэм» (2001), а Джим Стёрджесс и Джо Андерсон записали трек для мюзикла «Через вселенную» (2007). В 1995 году аргентинская группа Los Fabulosos Cadillacs записала ска-версию композиции — при участии певицы Дебби Харри — для своей пластинки Rey Azúcar, которая стала большим хитом в Латинской Америке.
В разные годы на песню записали свои кавер-версии такие разношёрстные исполнители, как The Bee Gees, The Bobs (а капелла), Юджин Чедборн, Сэнди Фарина, Лоуренс Джубер (инструментал на классической гитаре), Дэвид Ланц (инструментал на фортепиано), Синди Лопер, Me First and the Gimme Gimmes (в стиле поп-панк), Mother’s Finest, Одетта Холмс, Энди Партридж, The Shadows, Plastic Penny, The Ventures, Кассандра Уилсон, Ноэл Галлахер, а также Лондонский симфонический оркестр. Вокальная мелодия из «Strawberry Fields Forever» послужила основой для фортепианной партитуры звучащей в композиции «Nothing Is Real» (написанной в 1990 году американским композитором-экспериментатором Элвином Люсье).

## Участники записи
Данные взяты из книги Иэна Макдональда, за исключением отмеченных мест.
The Beatles
- Джон Леннон — вокал, ритм-гитара, бонго, меллотрон (в конце)
- Пол Маккартни — меллотрон (7-й дубль), бас-гитара, фортепиано[270], соло-гитара (в конце), литавры, бонго
- Джордж Харрисон — соло-гитара (7-й дубль)[271], меллотрон (звук слайд-гитары)[76], свармандал, литавры, маракасы
- Ринго Старр — ударные, перкуссия

| Дополнительные музыканты - Джордж Мартин — аранжировки для виолончелей и духовых - Мэл Эванс — тамбурин - Нил Аспиналл — гуиро - Терри Доран — маракасы | - Тони Фишер — труба - Грег Боуэн — труба - Дерек Уоткинс — труба - Стэнли Родерик — труба | - Джой Холл — виолончель - Дерек Симпсон — виолончель - Норман Джонс — виолончель - неуказанный музыкант — джанк-пиано |

## Чарты и сертификация
| Чарт (1967)                 | Высшая позиция |
| --------------------------- | -------------- |
| Австралия                   | 1              |
| Австрия                     | 13             |
| Бельгия (Валлония)          | 1              |
| Великобритания              | 2              |
| Нидерланды (Dutch Top 40)   | 1              |
| Нидерланды (Single Top 100) | 1              |
| Новая Зеландия              | 5              |
| Норвегия                    | 1              |
| США (Billboard Hot 100)     | 8              |
| США (Cash Box Top 100)      | 10             |
| Финляндия                   | 4              |
| Швеция                      | 1              |

| Чарт (1990)        | Высшая позиция |
| ------------------ | -------------- |
| Австралия          | 29             |
| Бельгия (Фландрия) | 47             |
| Великобритания     | 3              |
| Европа             | 7              |
| Ирландия           | 7              |
| Новая Зеландия     | 20             |
| США                | 11             |
| Финляндия          | 17             |

### Сертификация
| Великобритания                                                    | Золотой | 400,000‡ |
| Япония                                                            | —       | 200,000  |
| ‡ означает, что продажи+стриминг, основаны только на сертификации |         |          |